# Stolp-Ekebysjön
Stolp-Ekebysjön är en sjö i Vallentuna kommun i Uppland och ingår i Åkerströms huvudavrinningsområde. Sjön har en area på 0,082 kvadratkilometer och ligger 8 meter över havet. Sjön avvattnas av vattendraget Kyrkån.

## Delavrinningsområde
Stolp-Ekebysjön ingår i det delavrinningsområde (661308-163281) som SMHI kallar för Mynnar i Åkersström. Medelhöjden är 25 meter över havet och ytan är 50,07 kvadratkilometer. Det finns inga avrinningsområden uppströms utan avrinningsområdet är högsta punkten. Kyrkån som avvattnar avrinningsområdet har biflödesordning 2, vilket innebär att vattnet flödar genom totalt 2 vattendrag innan det når havet efter 19 kilometer. Avrinningsområdet består mestadels av skog (51 procent), öppen mark (10 procent) och jordbruk (35 procent). Avrinningsområdet har 0,61 kvadratkilometer vattenytor vilket ger det en sjöprocent på 1,2 procent. Bebyggelsen i området täcker en yta av 0,74 kvadratkilometer eller 1 procent av avrinningsområdet.